# Градишче (Козје)
Градишче (словен. Gradišče) је насељено место у општини Козје, Савињска регија, Словенија.

## Историја
До територијалне реорганизације у Словенији биле су у саставу старе општине Шмарје при Јелшах.

## Становништво
У попису становништва из 2011. године, Градишче су имале 44 становника.
| Број становника према пописима | Број становника према пописима | Број становника према пописима |
| ------------------------------ | ------------------------------ | ------------------------------ |
| 1991                           | 2002                           | 2011                           |
| 74                             | 53                             | 44                             |